# Торрен, Доменек
Доме́нек Торре́н Фон (кат. Domènec Torrent Font; род. 14 июля 1962, Санта-Колома-де-Фарнерс) — испанский футбольный тренер.

## Биография
Как игрок Торрен выступал на позиции полузащитника, играл в клубе «Олот» в 1980—1983 годах.
Карьеру тренера начал в любительском клубе «Палафружель», который тренировал в 1994—2000 годах.
В сезоне 2003/04 возглавлял клуб «Паламос» в Сегунде Б. Заняв с ним последнее место в группе, вылетел в Терсеру.
В сезоне 2005/06 тренировал в Терсере клуб «Жирона», с первого места в группе квалифицировал команду в плей-офф, но вывести в Сегунду Б не сумел.
Летом 2007 года стал помощником Пепа Гвардиолы в «Барселоне B». В дальнейшем ассистировал ему в главной команде «Барселоны», в «Баварии» и «Манчестер Сити».
11 июня 2018 года Торрен был назначен на должность главного тренера клуба MLS «Нью-Йорк Сити», сменив на посту Патрика Виейра, возглавившего «Ниццу».
31 июля 2020 года назначен на должность главного тренера бразильского клуба «Фламенго». Контракт подписан на полтора года. 9 ноября 2020 года, через день после поражения «Фламенго» в гостевом матче 20-го тура Серии A 2020 против «Атлетико Минейро» (0:4), отправлен в отставку.
12 января 2022 года возглавил турецкий «Галатасарай».